# 최우영

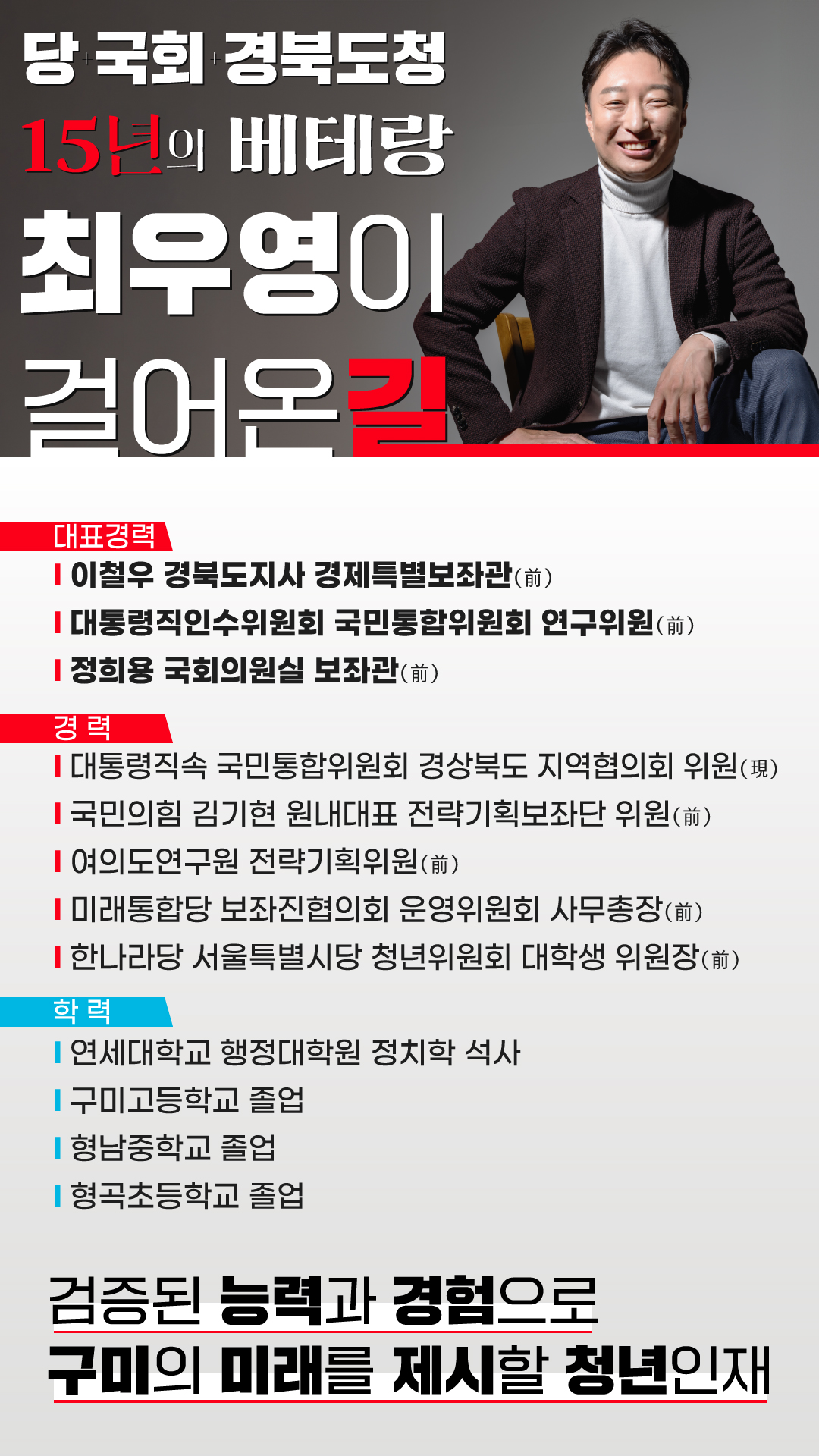
최우영의 경력 및 학력

최우영은 대한민국의 구미 출신 국회, 경북도청 정무직공무원이다.

## 생애
1981년 경상북도 구미시에서 태어났다.
구미에서 형곡국민학교 형남중학교를 졸업 후 지역 명문인 구미고등학교에 졸업 후 연세대 대학원 정치학과를 졸업하였다. 대학생시절 한나라당 서울시당 대학생위원장을 역임하였고, 국회의원실 보좌관을 여러차례 지내며 미래통합당 보좌진협의회 운영위원장, 대통령직인수위 국민통합위 연구위원, 여의도연구원 전략기획위원등 많은 분야에서 활동하였다
이후 지역사회 발전을 위하여 경북도청에서 경제특보로 근무하며 경제정책 컨트롤타워 역할과 구미,포항 국가첨단전략산업특화단지 및 구미 방산클러스터, 안동울진 국가산업단지 유치 등의 지역 현안사업 추진을 위해 국회와 중앙부처 관계자를 만나 조율하는 등 풍부한 인적 네트워크와 뛰어난 정무감각으로 경북 도정발전에 크게 이바지 하였다.
이후 22대 국회의원선거 구미을 출마를 위하여 사임하고 본격적으로 정치 활동을 시작한다.

## 정치 활동
경상북도 경제특보직을 사임하고 22대 총선 구미시을선거구 출마를 선언하였다.
구미을에 최우영 전 경상북도 경제특별보좌관은 구미에서 초,중,고를 나오고 선산이 고향으로 지역적 기반이 탄탄한 것으로 알려져 있다.
당, 국회, 경북도청의 15년의 경험으로 중앙,국회,광역 3가지 경력을 갖춘 경북 40대 기수론의 중심이 될 요건을 갖추었다.
또한 인품이 올곧고 예의 바른 정치인으로 알려져 있어 지역 주민들의 호응을 받았다.  
정치에 관심이 없었던 대학생, 청년층들에게 높은 지지를 받으며 구미정치에 새로운 정치바람을 일으켰다. 
경선에서 약 20% 가까이를 득표함으로서 전국 정치신인 중 가장 높은 득표를 했다는 평가다. 
경선에서 탈락하였다.